# Progressive Party (1912)

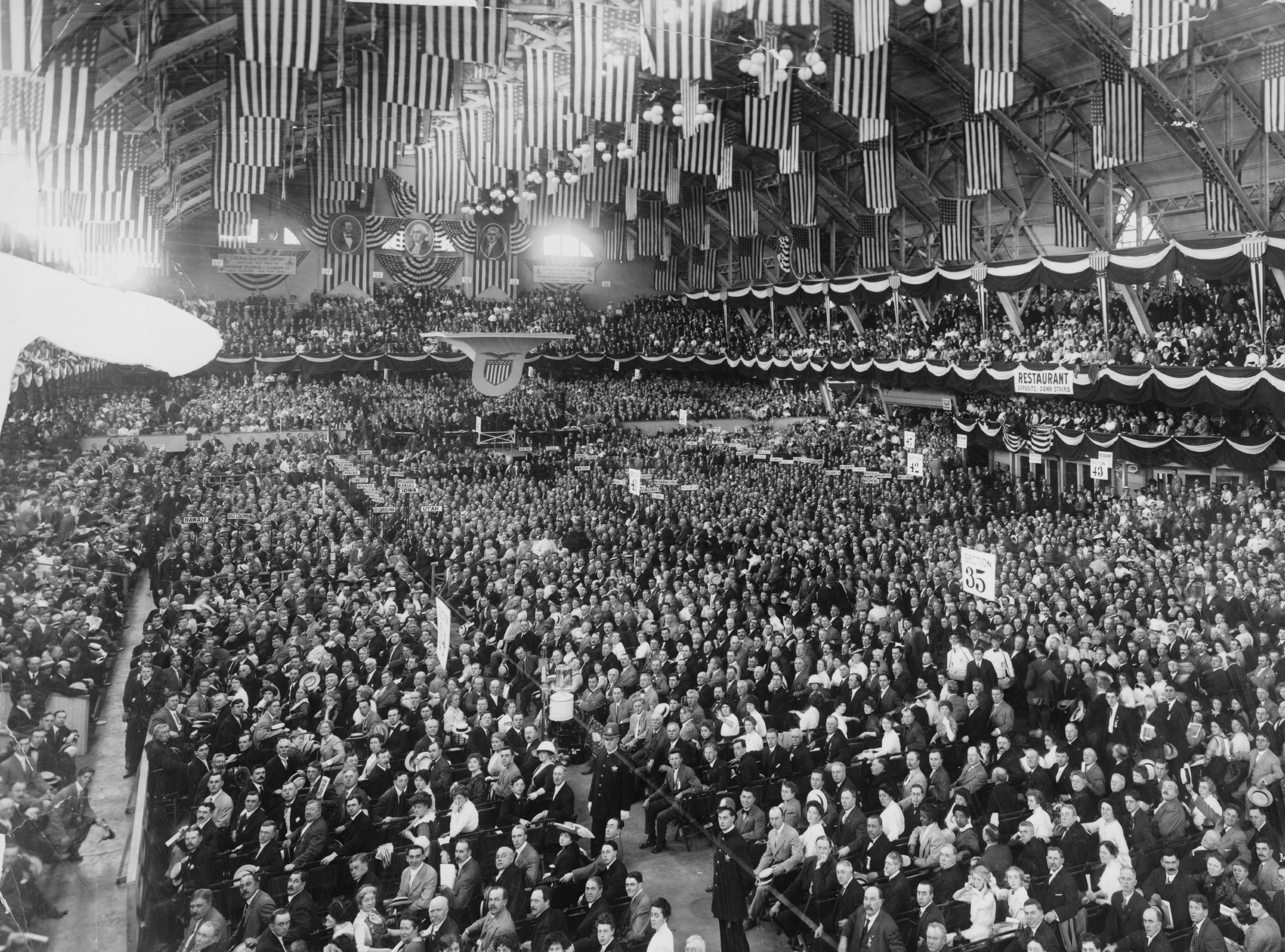
Gründungskonvent der Progressive Party in Chicago im August 1912

Die Progressive Party war eine politische Partei in den Vereinigten Staaten. Sie entstand 1912 durch die Abspaltung des linken (progressiven) Flügels der Republikanischen Partei vor der Präsidentschaftswahl dieses Jahres. Ihr Gründer war Theodore Roosevelt, der die republikanische Nominierung gegen den von den Konservativen unterstützten Amtsinhaber William Howard Taft verloren und seine Delegierten vom Nominierungsparteitag abgezogen hatte.
Die Partei wurde auch Bull Moose Party (Elchbullenpartei) genannt, nachdem Roosevelt nach einem Attentat auf ihn trotz einer Kugel in der Brust seine Wahlkampfrede halten wollte, mit den Worten: „It takes more than one bullet to bring down a Bull Moose“ (Man braucht mehr als eine Kugel, um einen Elchbullen umzulegen).

## Präsidentschaftswahl 1912

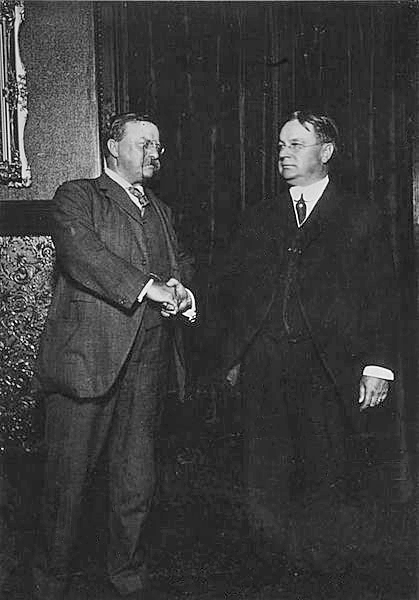
Theodore Roosevelt (links) mit seinem Vizekandidaten Hiram Johnson 1912

„Diese unsichtbare Herrschaft zu zerschlagen, die unheilige Allianz zwischen korrupter Wirtschaft und korrupter Politik aufzulösen, ist die erste Pflicht staatsmännischen Handelns unserer Tage.“
Diese Aussage aus dem Programm der Progressive Party vom August 1912, zugeschrieben Theodore Roosevelt und auch in seiner Autobiografie zitiert, stellt eine Verbindung von Trusts und Monopolen (wie der Standard Oil Company) zu den beiden großen Parteien und ihren Spitzenkandidaten Woodrow Wilson und William Howard Taft her. Die große Mehrheit der republikanischen Gouverneure, Kongressabgeordneten, Herausgeber und örtlichen Amtsträger lehnte es ab, der neuen Partei beizutreten, selbst dann, wenn sie zuvor Roosevelt unterstützt hatten. Hiram Johnson, seit 1911 Gouverneur von Kalifornien und  nominiert zum Vizepräsidentschaftskandidaten der Progressiven, blieb Mitglied der Republikanischen Partei, da seine Unterstützer die Republikaner in Kalifornien unter ihre Kontrolle gebracht hatten. Allerdings traten zahlreiche unabhängige Reformer, darunter Gifford Pinchot und sein Bruder Amos Pinchot, in die Progressive Partei ein. Außerdem konnte die Partei eine Anzahl sympathisierender Kandidaten aus der Republikanischen und Demokratischen Partei für Wahlen auf bundesstaatlicher oder Bundesebene zwischen 1912 und 1916 gewinnen. Nur fünf der 15 prominentesten progressiv eingestellten republikanischen Senatoren unterstützten die neue Partei und Roosevelts Präsidentschaftskandidatur, drei weitere kamen von den Demokraten aus dem Wilson-Lager. Viele der engsten politischen Verbündeten Roosevelts unterstützten Taft, darunter sein Schwiegersohn Nicholas Longworth. Roosevelts Tochter Alice Roosevelt Longworth hielt zu ihrem Vater, was einen dauerhaften Konflikt in ihrer Ehe verursachte. Für Männer wie Longworth, die eine politische Zukunft anstrebten, erschien es als allzu radikaler Schritt, den Spitzenkandidaten der Republikanischen Partei abtrünnig zu werden. Viele progressiv eingestellte Republikaner, die kein Wahlamt anstrebten, solidarisierten sich dagegen mit dem Demokraten Woodrow Wilson.

### Parteiprogramm
Das Parteiprogramm forderte das Frauenwahlrecht, die Revision bestimmter Gerichtsentscheidungen, eine leichtere Änderbarkeit der Verfassung, Wohlfahrtsgesetze für Frauen und Kinder, Einführung des Achtstundentags, Einschränkung der Kinderarbeit, Unfallversicherung für Arbeiter, Begrenzung gerichtlicher Verfügungen gegen Streiks, Unterstützung für Landwirte, Reformen im Bankwesen zur Sicherstellung einer dehnbaren Währung, Krankenversicherung in der Industrie, neue Erbschafts- und Einkommensteuern, Verbesserung der Binnenschifffahrtsstraßen und eine Begrenzung der Marinebewaffnung. Die Pazifistin Jane Addams, eine führende Unterstützerin, war verblüfft, als sie feststellen musste, dass das Parteiprogramm den Bau von zwei neuen Schlachtschiffen pro Jahr forderte. George Walbridge Perkins, Vorstandsmitglied von US Steel, wurde vorgeworfen, die Aufnahme eines Programmpunktes gegen Trusts verhindert zu haben, was Reformer wie Gifford Pinchot schockierte, der Roosevelt als Kämpfer gegen die Großkonzerne ansah. Letztlich ging ein tiefer Riss durch die neue Partei, der nie geheilt wurde. Roosevelts Philosophie für die Progressive Partei fußte auf dem Schlagwort „New Nationalism“ (Neuer Nationalismus), was den Glauben an eine starke nationale Regierung zur Regulierung der Industrie und zum Schutz der Mittel- und Arbeiterklasse bedeutete. Der New Nationalism war paternalistisch ausgerichtet und stand in direktem Gegensatz zu Woodrow Wilsons individualistischer Philosophie des „New Freedom“ (Neue Freiheit).

### Wahlergebnis

Bei der Präsidentschaftswahl 1912 gewann Theodore Roosevelt (grün) für die Progressive Party sechs Bundesstaaten. Mit 88 Wahlmännern überflügelte er den republikanischen Amtsinhaber William Howard Taft (rot, 8 Wahlmänner) deutlich. Der demokratische Kandidat Woodrow Wilson siegte in 40 Staaten (blau), meist jedoch nur mit relativer Mehrheit.

Bei der Präsidentschaftswahl 1912 überflügelte Roosevelt mit 27,4 % der Stimmen Taft (23,2 %) deutlich. Er gewann die Mehrheit in sechs Bundesstaaten (Pennsylvania, Michigan, Minnesota, South Dakota, Washington, Kalifornien) mit insgesamt 88 Wahlmännern, während Taft nur acht Wahlmänner erhielt. Dabei handelte es sich um die höchste Niederlage, die ein amtierender Präsident, der sich zur Wiederwahl stellte, in der Geschichte der USA je erlebte. Auch in einigen Staaten, in denen sich ein anderer Kandidat durchsetzen konnte, erzielte Roosevelt hohe Prozentzahlen (z. B. Maine 37,4 %, Vermont 35,2 %, Illinois 33,7 %). Eine Reihe von Kandidaten der Partei wurde 1912 in mehreren Staaten in den Kongress gewählt. Roosevelt erreichte zwar den zweiten Platz, doch er rangierte so weit abgeschlagen hinter Wilson (41,8 % der Stimmen, 435 Wahlmänner), dass es jedermann klar wurde, dass seine Partei niemals das Weiße Haus erreichen würde. Mit großenteils schlechten Ergebnissen bei den Wahlen auf bundesstaatlicher und lokaler Ebene, dem stetigen Rückzug bedeutender Unterstützer, der Unfähigkeit, neue Unterstützung anzuziehen, und den eklatant schlechten Ergebnissen bei den Zwischenwahlen von 1914 zerfiel die Partei auf Bundesebene, obwohl sie in einigen Bundesstaaten beachtlich stark blieb. Im Bundesstaat Washington errang die Partei ein Drittel der Mandate in den beiden Kammern der State Legislature.

## Auflösung
Die Partei hielt ihren zweiten Nominierungsparteitag 1916 ab und nominierte erneut Roosevelt. Dieser schlug die Nominierung jedoch aus und unterstützte den eher progressiv eingestellten Republikaner Charles Evans Hughes. Auch Hiram Johnson, Roosevelts Vizekandidat von 1912 und innerparteilich einflussreicher Gouverneur von Kalifornien, wollte nicht antreten. Viele folgten Roosevelts Beispiel und kehrten in die Republikanische Partei zurück. 1918 hatten sich die letzten Abgeordneten der Progressive Party im Repräsentantenhaus den Republikanern angeschlossen.
Mit Roosevelts Abspaltung hatte sich die Machtbalance in der Republikanischen Partei zugunsten der Konservativen verschoben. Daran änderte auch Theodore Roosevelts Rückkehr wenig. Progressiv eingestellte Republikaner verloren während der 1920er Jahre zunehmend ihre politische Heimat, bis sich die meisten von ihnen in den dreißiger Jahren im Zuge des New Deal der Demokratischen Partei unter Präsident Franklin D. Roosevelt zuwandten.
1924 wurde unter Robert M. La Follette senior, einem erbitterten Gegner Theodore Roosevelts, eine neue Progressive Partei gegründet, die bis 1946 bestand. 1948 gründete sich unter Henry A. Wallace erneut eine Progressive Partei, die bis 1955 aktiv war.